# Pays sans littoral
 (mars 2025).
Si vous disposez d'ouvrages ou d'articles de référence ou si vous connaissez des sites web de qualité traitant du thème abordé ici, merci de compléter l'article en donnant les références utiles à sa vérifiabilité et en les liant à la section « Notes et références ».
- Pays qui n'ont pas accès à la mer
- Pays qui sont uniquement entourés par des pays eux-mêmes sans accès à la mer (Ouzbékistan et Liechtenstein)

Un pays sans littoral ou pays enclavé (lato sensu) est un pays dont le territoire n'a pas de contact direct avec une mer ouverte (c'est-à-dire directement reliée à l'océan mondial). Son accès à la mer peut se faire seulement en traversant le territoire d'un autre pays ; il est donc intégralement délimité par des frontières terrestres.
Depuis 2011, 44 pays dans le monde sont sans littoral.

## Enjeu stratégique

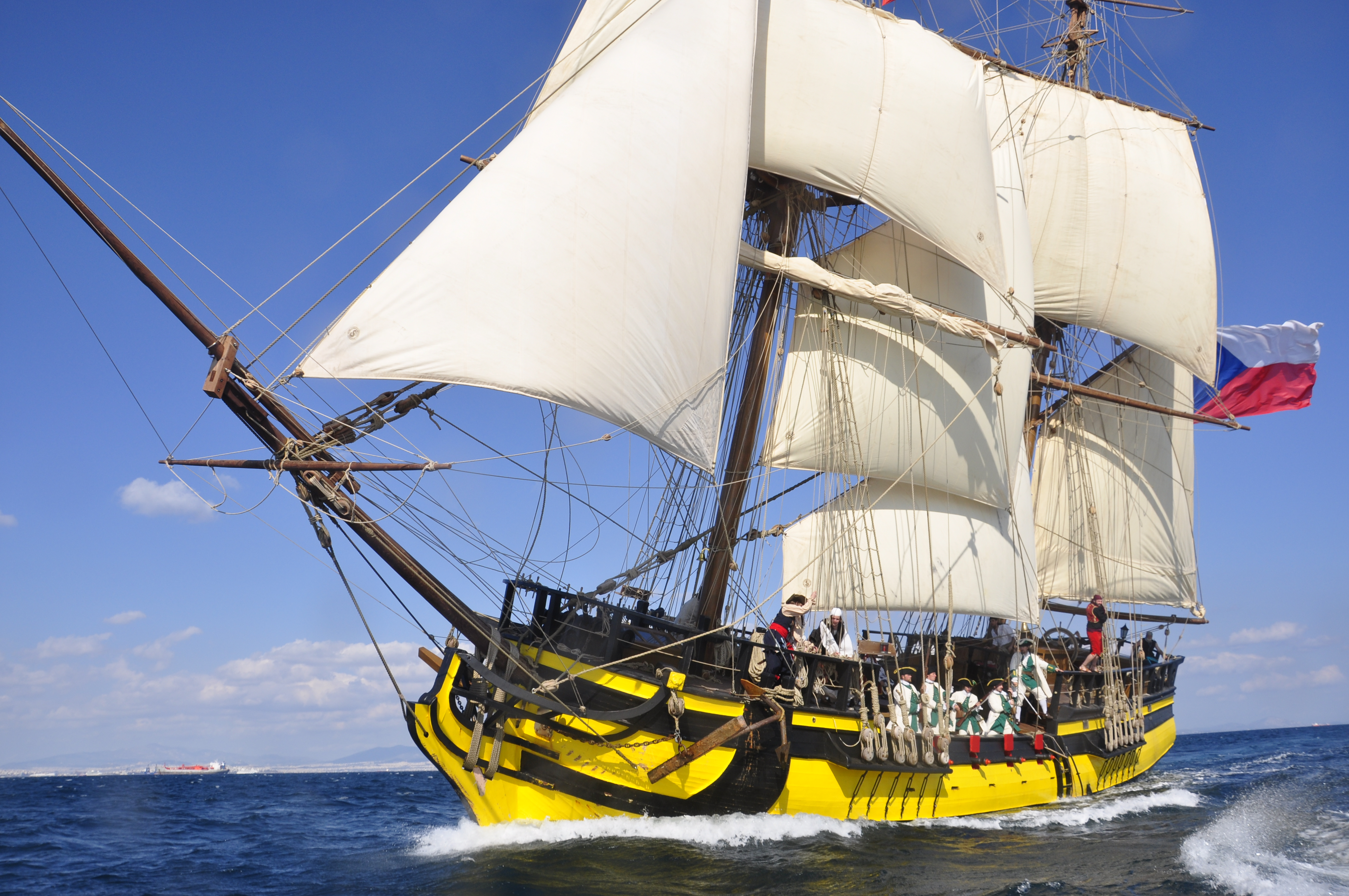
Le brick tchèque La Grace témoigne des traditions maritimes de ce pays aujourd'hui enclavé mais qui par l'Empire germanique (via l'Elbe) ou par le littoral autrichien avait jadis des accès à la mer.

Généralement l'absence d'accès direct à la mer est un inconvénient : cela coupe le pays des ressources maritimes comme la pêche, mais surtout du commerce maritime, important pour le commerce international.
C'est pourquoi au cours de l'histoire, divers pays ont cherché à obtenir un accès à la mer. Certains, initialement enclavés, l'ont obtenu (Russie). La mise en place du corridor de Dantzig par le traité de Versailles en 1919 avait également pour but d'assurer un accès à la mer à la Pologne. D'autres en ont eu un qu'ils ont perdu, tels les pays enclavés issus de l'ancienne Autriche-Hongrie (Autriche, Hongrie, Slovaquie, Tchéquie) ou la Bolivie après la Guerre du Pacifique (1879-1884) qui réclame depuis, au Chili, un accès à la mer. Ces pays ont conservé des traditions maritimes même si leurs bateaux ne peuvent relâcher que dans des ports devenus étrangers.
Les désavantages économiques liés à l'enclavement peuvent être atténués ou aggravés en fonction du degré de développement, des barrières linguistiques et d'autres facteurs. Certains pays enclavés sont riches, comme Andorre, l'Autriche, le Liechtenstein, le Luxembourg, Saint-Marin, la Suisse et le Vatican. Tous, à l'exception du Luxembourg, membre fondateur de l'OTAN, utilisent fréquemment la neutralité dans leurs relations internationales. Cependant, 32 pays sans littoral, incluant tous les pays enclavés d'Afrique, d'Asie et d'Amérique du Sud, sont classés dans les pays en développement sans littoral (PDSL) par les Nations-Unies. Huit des douze pays ayant les indices de développement humain (IDH) les plus bas sont sans littoral.

## Liste des pays sans littoralmembres de l'ONU

### Asie
- Afghanistan
- Arménie
- Azerbaïdjan (*)
- Bhoutan
- Kazakhstan (*)
- Kirghizistan
- Laos
- Mongolie
- Népal
- Ouzbékistan
- Tadjikistan
- Turkménistan (*)

(*) : Possèdent un littoral sur une mer fermée : la Mer Caspienne.

### Amérique
- Bolivie
- Paraguay

### Afrique
- Botswana
- Burkina Faso
- Burundi
- Eswatini
- Éthiopie
- Lesotho
- Malawi
- Mali
- Niger
- Ouganda (possède la rive nord du lac Victoria-Nyanza faisant frontière internationale)
- République centrafricaine
- Rwanda
- Tchad
- Soudan du Sud
- Zambie
- Zimbabwe

### Europe
- Andorre
- Autriche
- Biélorussie
- Hongrie
- Liechtenstein
- Luxembourg
- Macédoine du Nord
- Moldavie
- Saint-Marin
- Serbie
- Slovaquie
- Suisse
- Tchéquie
- Vatican

## Pays sans littoral pouvant accéder à la mer via un fleuve navigable

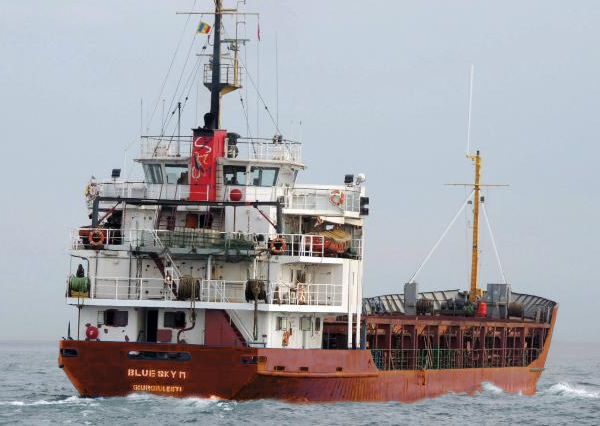
Le cargo maritime moldave Blue Sky M.

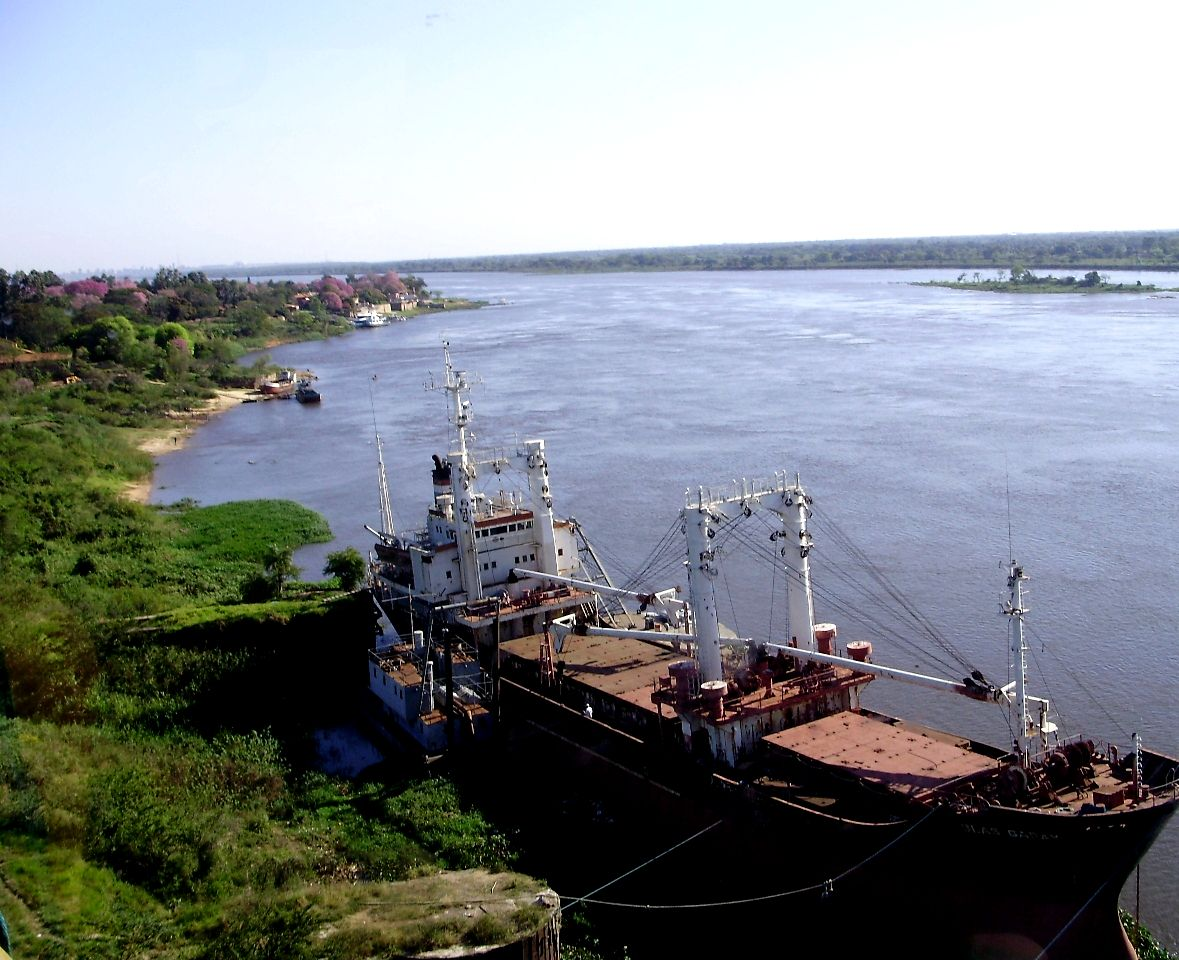
Navire maritime à Asuncion, Paraguay.

### Pour les navires maritimes
L'enclavement ne constitue pas toujours une absence d'accès à la mer : deux pays enclavés ont accès à la mer par de grands fleuves suffisamment larges et profonds, sans barrages, ponts bas, cataractes ou gués, permettant l'accès des navires marins :
- Moldavie, via le Danube (port de Giurgiulești) ;
- Paraguay via le Río Paraguay (port d'Asuncion) ;

### Pour les péniches

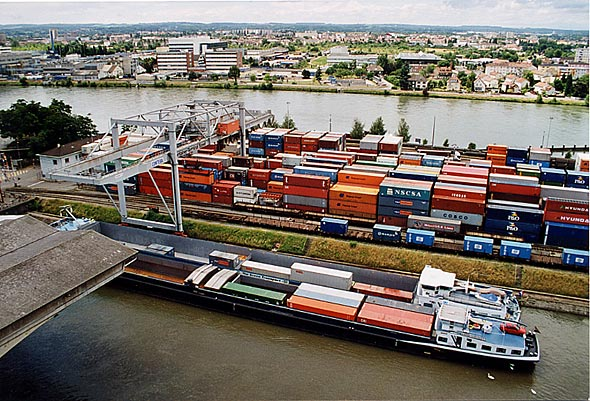
Port de Kleinhüningen à Bâle en Suisse.

D'autres pays enclavés ont accès à la mer par de grands fleuves permettant l'accès des péniches :
- Autriche, via le Danube, réglementé par la Commission du Danube ;
- Hongrie via le Danube, réglementé par la Commission du Danube ;
- Serbie via le Danube, réglementé par la Commission du Danube ;
- Slovaquie via le Danube, réglementé par la Commission du Danube ;
- Suisse, via le Rhin (port de Bâle[2]), réglementé par la Commission centrale pour la navigation du Rhin. Plus de 10 % de tout le commerce extérieur suisse transite par le Rhin et les ports rhénans suisses[3]. La Suisse possède également une flotte de commerce maritime, la marine marchande suisse.

## Pays ayant des frontières uniquement avec d'autres pays sans littoral
Un pays sans littoral peut être entouré uniquement par d'autres pays dans le même cas. Pour avoir accès à la mer à partir de ce pays, il faudra donc traverser deux frontières. Ces pays sont dits « doublement enclavés ».
Il n'existe que deux pays dans le monde qui sont dans ce cas, :
- Le  Liechtenstein, enclavé entre l'Autriche et la Suisse, a par le Rhin accès au lac de Constance et, en aval de quelques écluses, à la mer du Nord ;
- L' Ouzbékistan, enclavé entre l'Afghanistan, le Kazakhstan, le Kirghizistan, le Tadjikistan et le Turkménistan, touche la mer d'Aral, mer fermée en voie d'évaporation qui, comme la mer Caspienne, est en fait un grand lac salé.

## Pays enclavés dans un seul pays
La plupart des pays sans littoral sont entourés par plusieurs autres pays. Néanmoins, trois d'entre eux ne sont enclavés que dans un seul pays :
- Lesotho, dans l'Afrique du Sud ;
- Saint-Marin, dans l'Italie ;
- Vatican, dans l'Italie.

## Pays sans littoralnon-membres de l'ONU
Depuis 1974 (renonciation de la Jordanie à toute revendication sur les territoires palestiniens occupés) un État sans accès à la mer, observateur non-membre de l'ONU mais reconnu par 136 États membres (70,5 % des 193 États membres que compte l'Organisation des Nations unies) est, en Asie :
- Cisjordanie (possède un littoral sur une mer fermée en voie d'évaporation : la Mer Morte).

Depuis la fin du XXe siècle, en raison des guerres civiles, des conflits post-yougoslaves et post-soviétiques, sont apparues huit entités territoriales de fait auto-proclamées indépendantes mais non-reconnues internationalement comme États souverains de droit, dont trois sont sans accès à la mer :
- Ossétie du Sud-Alanie en Asie ;
- Kosovo en Europe (non-membre mais reconnu par 92 États membres de l'ONU sur 193 États[6]) ;
- Transnistrie en Europe (possède un accès fluvial à la mer Noire par le Dniestr, mais cet accès est sous blocus ukrainien depuis l'invasion de l'Ukraine par la Russie en 2022).